# Leuckersdorf
Leuckersdorf ist ein Gemeindeteil der Stadt Herrieden im Landkreis Ansbach (Mittelfranken, Bayern). Leuckersdorf liegt in der Gemarkung Elbersroth.

## Geografie
Der Weiler liegt an der Wieseth und ist in der Talmulde von Grün- und Ackerland umgeben. Etwas weiter östlich befindet sich die bewaldete Anhöhe Stadler und etwas weiter westlich die bewaldete Anhöhe Kapellenwald.
Die Kreisstraße AN 36 führt nach Windshofen (1,5 km westlich) bzw. nach Elbersroth (1,2 km südöstlich). Eine Gemeindeverbindungsstraße führt nach Gimpertshausen (0,9 km nördlich).

## Geschichte
Der Ort wurde wahrscheinlich im 11. Jahrhundert gegründet. Das Bestimmungswort des Ortsnamens ist der Personenname „Leukardus“. Eine Person dieses Namens ist als Gründer der Siedlung anzunehmen.
Leuckersdorf lag im Fraischbezirk des ansbachischen Oberamtes Feuchtwangen. 1732 gab es 3 Anwesen. Grundherren waren das Verwalteramt Bechhofen (2 Anwesen) und das Rittergut Amlishagen (1 Anwesen). An diesen Verhältnissen änderte sich bis zum Ende des Alten Reiches nichts. Von 1797 bis 1808 unterstand der Ort dem Justiz- und Kammeramt Feuchtwangen.
Mit dem Gemeindeedikt (frühes 19. Jahrhundert) wurde Leuckersdorf dem Steuerdistrikt Weinberg und der Ruralgemeinde Elbersroth zugeordnet. Am 1. Juli 1971 wurde Leuckersdorf im Zuge der Gebietsreform in Bayern nach Herrieden eingemeindet.

## Einwohnerentwicklung
| Jahr      | 001818 | 001840 | 001861 | 001871 | 001885 | 001900 | 001925 | 001950 | 001961 | 001970 | 001987 |
| Einwohner | 15     | 25     | 17     | 27     | 23     | 21     | 19     | 46     | 24     | 16     | 19     |
| Häuser    | 4      | 6      |        |        | 4      | 4      | 4      | 6      | 6      |        | 5      |
| Quelle    | [ 11 ] | [ 12 ] | [ 13 ] | [ 14 ] | [ 15 ] | [ 16 ] | [ 17 ] | [ 18 ] | [ 19 ] | [ 20 ] | [ 1 ]  |

## Religion
Der Ort war ursprünglich rein katholisch und nach St. Peter und Paul (Aurach) gepfarrt. Seit 1501 sind die Einwohner nach St. Jakobus der Ältere (Elbersroth) gepfarrt. Die Einwohner evangelisch-lutherischer Konfession waren ursprünglich nach Christuskirche (Herrieden) gepfarrt, heute ist die Pfarrei St. Wenzeslaus (Wieseth) zuständig.